# Kotlina Siewierza
Kotlina Siewierza (341.27) – region geograficzny o krajobrazie dolinno-ostańcowym położony między Siewierzem a Olkuszem, część Wyżyny Woźnicko-Wieluńskiej (będącej członem Wyżyny Śląsko-Krakowskiej). Lokalną osobliwością przyrody są antropogeniczne pustynie: Błędowska oraz Starczynowska. Wyodrębniony jako mezoregion z indeksem 341.27 w ramach regionalizacji fizycznogeograficznej Polski z 2018 roku zespołu geografów pod kierownictwem Jerzego Solona.

## Środowisko przyrodnicze
Kotlina stanowi obniżenie śródwyżynne otoczone Garbem Tarnogórskim, Progiem Woźnickim, Wyżyną Częstochowską, Wyżyną Olkuską i Pagórami Jaworznickimi, sąsiaduje także z Obniżeniem Górnej Małej Panwi i Obniżeniem Górnej Warty. Rozciąga się z północnego zachodu na południowy wschód obszarem o długości ok. 40 km i szerokości 7–15 km, zajmując powierzchnię 302 km². Największymi miastami w obrębie regionu są Siewierz i Łazy. Ważniejsze cieki to Czarna Przemsza, Biała Przemsza i Mitręga.
Obniżenie wykształciły procesy denudacyjne w mało odpornych skałach, głównie ilastych, okresu górnego triasu i dolnej jury. Rzeźba terenu jest zróżnicowana – na północy pojawiają się wzgórza ostańcowe z wychodniami wapiennymi, na południu teren jest bardziej zrównany. Wysokości bezwzględne mieszczą się w przedziale ok. 290–440 m n.p.m. W pokryciu powierzchni lasy dominują (ok. 60% obszaru) nad areałem rolniczym (ok. 30%) i zabudowanym (ok. 10%). Wśród gleb przeważają nieurodzajne formacje bielicowe i rdzawe, sprzyjające siedliskom sosny, wytworzone na piaskach i żwirach pochodzących z akumulacji rzeczno-lodowcowej.

## Różnice w podziałach geograficznych
W podziale fizycznogeograficznym Polski Jerzego Kondrackiego omawiany region nie jest wydzielony i stanowi integralną część mezoregionu Garbu Tarnogórskiego. Został wyróżniony jako osobny mezoregion w regionalizacji Wyżyny Śląsko-Krakowskiej autorstwa Jerzego Nity i Urszuli Mygi-Piątek, którzy z użyciem numerycznego modelowania terenu wskazali na odrębność kotlinowego charakteru regionu wśród otaczających go terenów wyżynnych. Region bywał także wcześniej identyfikowany w podziałach geomorfologicznych jako jednostka o nazwie Kotlina Mitręgi.